# Cosimo Rosselli

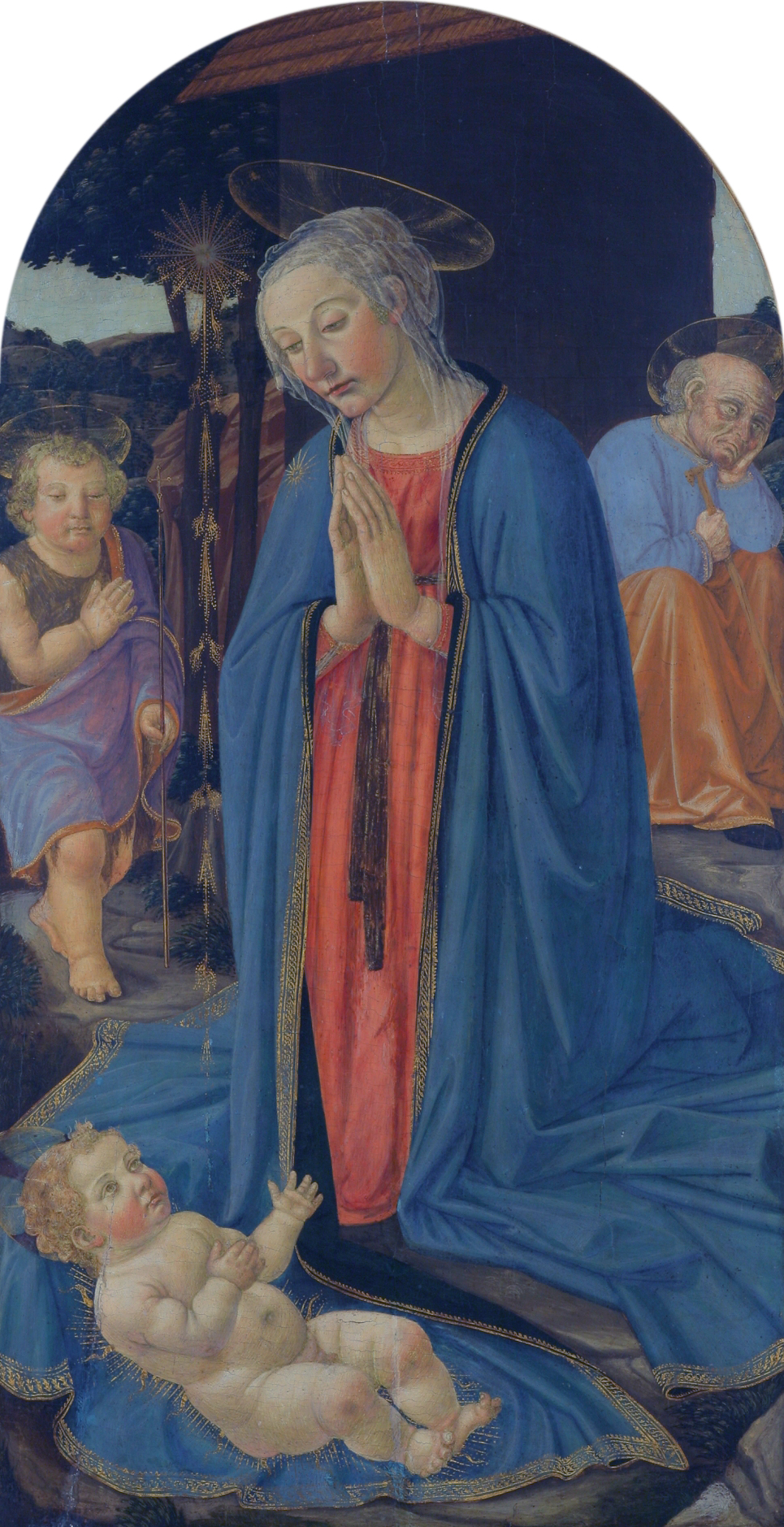
Adoracja Dzieciątka (II poł. XV w.), Muzeum Narodowe we Wrocławiu

Cosimo Rosselli (ur. ok. 1439 we Florencji, zm. 1507) – włoski malarz pochodzący z Florencji, uczeń Neriego di Bicciego, autor licznych ołtarzy i fresków, głównie o tematyce religijnej, jeden z artystów pracujących przy dekoracji Kaplicy Sykstyńskiej.